# Principessa
Principessa é uma telenovela mexicana produzida por Valentín Pimstein para Televisa e exibida pelo El Canal de las Estrellas em 1984.
É um remake da telenovela El amor tiene cara de mujer.
Foi protagonizada por Irán Eory, Angélica Aragón, Alma Muriel, Hilda Aguirre, Cecilia Camacho e Anabel Ferreira.

## Sinopse
A novela trata das aventuras e desventuras de um grupo de amigas Paola, Fernanda, Marisela e Adriana que trabalham como balconistas em uma boutique exclusiva da Polanco na Cidade do México chamada "Principessa".

## Elenco
- Irán Eory - Paola San Román
- Angélica Aragón - Fernanda Montenegro Nájera (#1)
- Alma Muriel - Fernanda Montenegro Nájera (#2)
- Hilda Aguirre - Fernanda Montenegro Nájera (#3)
- Cecilia Camacho - Marisela Monteagudo Ruiz
- Anabel Ferreira - Adriana Elgeta Barquín
- Rogelio Guerra - Santiago Pérez
- Gregorio Casal - Leonardo Guerra
- Saby Kamalich - Paulina Ballmer Del Prado San Millán
- Carlos Cámara - Máximo
- Javier Ruán - Eduardo
- Germán Robles - Ramiro
- Manuel Saval - Reynaldo (#1)
- Gerardo Paz - Reynaldo (#2)
- Meche Barba
- Álvaro Cerviño - Daniel
- María Martín - Rosaura
- David Ostrosky - Juan Carlos
- Surya MacGregor - Francesca
- Gerardo Murguía
- Mónica Sánchez Navarro
- Leticia Calderón - Vicky
- Arturo Peniche
- Luis Bayardo
- Elsa Cárdenas - Fela
- Dina de Marco - Virginia
- Virginia Gutiérrez
- José Elías Moreno - Julio César
- Janet Ruiz - Anita
- José Roberto Hill - Danilo
- Leonardo Daniel - Federico
- Stella Inda - Chole
- Rebeca Rambal - Marina
- July Furlong - Elina
- Alfonso Iturralde - Aníbal
- Arturo Guizar - Enrique
- Constantino Costas - Dr. Vargas
- Erika Magnus
- Otto Sirgo - Rodolfo
- Andrés Buenfil - Lisandro
- Luis Uribe - Gerardo
- Josefina Escobedo - Alcira
- Odiseo Bichir - Ismael
- Arlette Pacheco - Maripaz
- Juan Carlos Serrán - Emilio
- Roxana Saucedo - Cristina (#1)
- Cristina Rubiales - Cristina (#2)
- Lorena Rivero - Aurora
- Jorge Luke - Martín
- Servando Manzetti - Rubén
- Armando Calvo - Ramón
- Marypaz Banquells - Brenda
- Arturo Lorca - Otto
- Alejandro Tommasi - César
- Alejandro Landero - Casimiro
- Héctor Suárez Gomis
- Adela Noriega - Alina

## Prêmios e indicações

### TVyNovelas
| Categoria               | Indicado(a)      | Resultado |
| ----------------------- | ---------------- | --------- |
| Melhor ator juvenil     | Álvaro Cerviño   | Indicado  |
| Melhor atuação infantil | Christopher Lago | Indicado  |